# ハウス・オブ・カード 野望の階段のエピソード一覧
『ハウス・オブ・カード 野望の階段』(ハウスオブカードやぼうのかいだん、原題：House of Cards) は、映画監督のデヴィッド・フィンチャーと主演のケヴィン・スペイシーらが製作総指揮し、Netflixが配信するアメリカ合衆国のドラマシリーズ。

## シリーズ概要
各シーズンは13話ずつまとめて配信されている。
| シーズン | シーズン | エピソード数 | リリース日    |
| -------- | -------- | ------------ | ------------- |
|          | 1        | 13           | 2013年2月1日  |
|          | 2        | 13           | 2014年2月14日 |
|          | 3        | 13           | 2015年2月27日 |
|          | 4        | 13           | 2016年3月4日  |
|          | 5        | 13           | 2017年5月30日 |

## エピソード一覧

### 第1シーズン（2013年）
| No. | #  | タイトル     | 監督                     | 脚本                                        | 製作番号 |
| --- | -- | ------------ | ------------------------ | ------------------------------------------- | -------- |
| 1 | 1  | "Chapter 1"  | デヴィッド・フィンチャー | ボー・ウィリモン                            | HOC-101  |
| フランシス”フランク”・アンダーウッドは野心家の民主党下院院内幹事である。国務長官にするという約束でギャレット・ウォーカーの大統領選出に協力していたが、首席補佐官のリンダ・バスケスから彼ではなくマイケル・カーン上院議員を任命すると申し渡される。引き続き下院で大統領を助けてほしいと言われ、ドナルド・ブライス下院議員の立案する教育改革法案を可決してほしいと頼まれる。裏切りに怒ったフランクと、妻で環境運動家のクレアは、ウォーカーを破滅させる計画を立てる。フランクはまずはカーンを標的とし、戦いの駒を探す。下院議員のピーター・ルッソが売春婦のレイチェルと一緒に居るところを飲酒運転で逮捕された時、忠誠と引き換えに買収でもみ消してやる。フランクは、ワシントン・ヘラルド紙の若い編集部員ゾーイ・バーンズに内部情報を提供し、ゾーイは特ダネを発表する取り決めをする。急進的すぎる教育改革法案の第一稿をリークし、大統領就任式の翌日に早くもスキャンダルとなる。 |    |              |                          |                                             |          |
| 2 | 2  | "Chapter 2"  | デヴィッド・フィンチャー | ボー・ウィリモン                            | HOC-102  |
| 教育法案がリークされた結果、ブライスの代わりにフランクが担当となり、若いスタッフを集めて一週間で代案を作らせる。フランクが国務長官になれなかったためにサンコープからの寄付が打ち切られ、クレアは経営するNGOのCWIの半数の職員を解雇する。ゾーイを使い、フランクはカーンが反イスラエルの記事を大学時代に編集したことをニュースにさせる。ルッソを使い、大学でカーンと共に新聞編集をしていた男に、カーン自身が記事を書いたと言わせ、カーンの評判を落とす。さらにキャサリン・デュラント上院議員が有力な国務長官候補だとゾーイに書かせる。 |    |              |                          |                                             |          |
| 3 | 3  | "Chapter 3"  | ジェームズ・フォーリー   | Keith Huff & ボー・ウィリモン               | HOC-103  |
| 教育改革法案を巡る教員組合との交渉中に、フランクはサウス・カロライナの選挙区に帰らざるを得なくなる。フランクが保存を主張した桃の形をした給水塔に気を取られた少女が交通事故で死に、対立候補に唆された両親が市を訴えたためである。クレアは著名な活動家のジリアン・コールをCWIに迎える。ルッソのスタッフで恋人のクリスティーナ・ギャラガーは転職の誘いを受け、二人の関係を公にしたがるが、ルッソは残ってほしいと望む。ゾーイはTVでヘラルド紙の内輪話をして編集長のハマーシュミットに叱責され、TV出演を禁じられる。 |    |              |                          |                                             |          |
| 4 | 4  | "Chapter 4"  | ジェームズ・フォーリー   | Rick Cleveland & ボー・ウィリモン           | HOC-104  |
| 下院議長のボブ・バーチが教育改革法案の修正案を拒否したため、フランクは陰謀を企てる。黒人幹部会長のウォーマックに議長選で下院総務のラスムッセンを支持させるため、その選挙区の基地を維持し、代わりにルッソの選挙区の造船所を閉鎖させる。ハマーシュミットはTV出演を続けるゾーイに憤慨するが、社主の指示で、ホワイトハウス担当に抜擢する。フランクの指示でゾーイは拒否し解雇される。かつてフランクの報道官で現在はサンコープのロビイストを務めるレミー・ダントンが、CWIへの寄付を復活させようとするが、フランクに強要されてクレアは断る。クレアはかつての恋人で写真家のアダム・ギャロウェイと密会する。 |    |              |                          |                                             |          |
| 5 | 5  | "Chapter 5"  | ジョエル・シュマッカー   | Sarah Treem                                 | HOC-105  |
| フランクがゾーイと一夜を過ごしたことをクレアは黙認するがギャロウェイに接近する。教育法案の修正をめぐって、フランクと教員組合のロビイストのマーティ・スピネラは対立する。選挙区の造船所の閉鎖を強制され、クリスティーナに去られたルッソは落ち込む。ゾーイが職を探す一方、ゾーイを解雇した件でハマーシュミットは辞職を強いられる。フランクとクレアはCWIの資金集めを妨害しようとするスピネラの計画の裏をかくが、スピネラは報復に全国規模の教員のストライキを呼び掛ける。 |    |              |                          |                                             |          |
| 6 | 6  | "Chapter 6"  | ジョエル・シュマッカー   | Sam Forman                                  | HOC-106  |
| 教員組合のストライキは3週間を超えて続き、大統領の支持率は下がり、フランクは教育改革法案を放棄するよう圧力を受ける。自宅の窓に煉瓦が投げ込まれ、フランクはストライキの指導者のスピネラを責める。だがTV番組での直接対決でフランクは失敗し恥をかく。大統領はもう少しで法案通過を断念しそうになる。断酒に成功したルッソはペンシルバニア州知事に出馬したいといい、フランクはクレアに頼んでルッソの選挙区に事業と雇用をもたらす環境法案を作らせる。夜通し警察無線を傍受して、休校中の子供が巻き込まれた事件を見つけてスピネラを追いこむ。二人きりの会談で、煉瓦事件をでっち上げたことを暴露してスピネラを怒らせ殴らせる。訴えないかわりにストライキの中止を要求する。 |    |              |                          |                                             |          |
| 7 | 7  | "Chapter 7"  | Charles McDougall        | Kate Barnow & ボー・ウィリモン              | HOC-107  |
| ウォーカー大統領は教育法案に署名し、フランクへの信頼を篤くする。マシューズ副大統領は、出身州の知事選に関われず不満を募らせる。ルッソはフランクの秘書のダグと共に断酒会に出席し、選挙スタッフは知事選の準備を進める。フランクはゾーイに頼んでルッソに好意的な記事を用意させ、クリスティーナを選挙副本部長に据える。以前ルッソの相手をした娼婦のレイチェルがダグに助けを求めにやって来る。ゾーイは元同僚のジャニーン・スコースキーに仕事を紹介する。 |    |              |                          |                                             |          |
| 8 | 8  | "Chapter 8"  | Charles McDougall        | ボー・ウィリモン                            | HOC-108  |
| フランクはクレアと共に母校の軍事大学を訪れ、自分の名を冠した図書館の開館式に出る。旧友たちと飲み明かし、一人とは非常に親密な関係だったことが分かる。来客としてレミー・ダルトンも来ており、ルッソの知事選出馬に難色を示す。ルッソは故郷のフィラデルフィアに帰り、母親に会う。環境事業の話をして、造船所閉鎖で失職した労働者達の支持を得ようとする。会合は怒号に包まれるが、ルッソは切り抜ける。 |    |              |                          |                                             |          |
| 9 | 9  | "Chapter 9"  | ジェームズ・フォーリー   | ボー・ウィリモン& Rick Cleveland            | HOC-109  |
| ルッソは副大統領マシューズとペンシルバニア州をバスツアーで巡り、知事選への支持を得る。フランクは環境法案を通そうと運動する。だが法案は天然ガス企業のサンコープには不都合であり、ダントンはクレアに密かに働きかけてCWIの事業への協力と引き換えに法案を阻止する。ゾーイはフランクとの情事を止めようとするが、フランクから情報提供を止められて考えなおす。 |    |              |                          |                                             |          |
| 10 | 10 | "Chapter 10" | カール・フランクリン     | Sarah Treem                                 | HOC-110  |
| 法案の否決を画策したクレアにフランクは怒り、クレアは家出する。クレアはゾーイに会い、夫との情事を知っていると言い、恋人のギャロウェイのもとに走る。ルッソとゾーイはフランクに逆らうようになり、クレアの居所は不明となる。フランクはダグに命じ、レイチェルを使ってルッソに禁酒を破らせる。ルッソは翌朝のラジオ出演で失態を見せ、フランクのもくろみ通り知事選へ向けての大失策となる。 |    |              |                          |                                             |          |
| 11 | 11 | "Chapter 11" | カール・フランクリン     | Keith Huff & Kate Barnow & ボー・ウィリモン | HOC-111  |
| ルッソの失態を受け、フランクはマシューズ副大統領がペンシルバニア州知事選に出るように仕向ける。バスケスは、フランク自身が副大統領になりたいか尋ねる。フランクはしばしためらった後、副大統領になることが当初からの計画であることを認め、バスケスとの協力関係を提案する。一方、酒に溺れたルッソは子供たちと話そうとした後、以前見逃してもらった飲酒運転の件で警察に出頭する。フランクは不安定で危険な存在となったルッソを、一酸化炭素中毒を装って殺す。クレアはギャロウェイと別れてフランクの元に戻る。 |    |              |                          |                                             |          |
| 12 | 12 | "Chapter 12" | Allen Coulter            | Gina Gionfriddo & ボー・ウィリモン          | HOC-112  |
| マシューズは有利に選挙戦を進め、フランクは副大統領選出作業に加わる。大統領は億万長者のレイモンド・タスクの名前を突然に持ち出し、フランクは説得のためセントルイスに飛ぶ。だがフランクはタスクと大統領の深い絆を知り、実はタスクがフランクを調査していることに気づく。タスクはフランクへの支持を申し出るがその見返りは明らかにせず、フランクは拒否する。一方、ゾーイとスコースキーはフランクとルッソを巡る陰謀を掴む。クレアは無断でサンコープへの協力を拒んだコールと対立し、彼女に解雇を言い渡す。 |    |              |                          |                                             |          |
| 13 | 13 | "Chapter 13" | Allen Coulter            | ボー・ウィリモン                            | HOC-113  |
| フランクはタスクに再会し和解する。大統領は副大統領就任を求め、フランクは受諾する。クレアに解雇されたコールは不当解雇で訴訟を起こし、和解も受け入れない。クレアは不妊治療の件で医者に相談する。一方、ゾーイ、スコースキー、そして元同僚のルーカス・グッドウィンはレイチェルの正体を突き止め、フランクの計画の全貌を掴み始める。 |    |              |                          |                                             |          |

### 第2シーズン（2014年）
| No. | #  | タイトル     | 監督                   | 脚本                                      | 製作番号 |
| --- | -- | ------------ | ---------------------- | ----------------------------------------- | -------- |
| 14 | 1  | "Chapter 14" | カール・フランクリン   | ボー・ウィリモン                          | HOC-201  |
| ダグは、ジャーナリストたちがルッソの死を嗅ぎまわっていると、副大統領就任を控えたフランクに警告する。フランクは自分と事件のつながりを消すため、地下鉄でゾーイを突き落として殺す。スコースキーはゾーイのヌード写真を送りつけられて脅され、調査から手を引いて町を出る。ゾーイの恋人のグッドウィンは復讐のために一人で調査を続ける。ダグはレイチェルを引っ越させる。フランクは元軍人のジャッキー・シャープを院内幹事の後継に抜擢する。オープンな選挙を提案し、有力なライバルに勝つ機会を与える。クレアは自分を訴えているコールを追い詰めるが、訴訟取り下げと引き換えにCWIを譲り渡す。不妊治療のために医者に通うが、フランクの野心を助けるために、通院を止める。 |    |              |                        |                                           |          |
| 15 | 2  | "Chapter 15" | カール・フランクリン   | ボー・ウィリモン                          | HOC-202  |
| フランクは副大統領に就任するが、ホワイトハウスへの引っ越しは拒否し、自宅の防備を強化する。億万長者タスクの大統領への影響力を減じるため、国務長官デュラントが中国の通商代表との会合で不手際を起こすよう計らう。フランクの後任として下院院内幹事になるために、シャープ議員はスキャンダルを利用して恩師を破滅させる。一方、グッドウィンはゾーイとルッソの死とフランクの関係を突き止めるため、フランクの通話記録を調べられるハッカーを探す。前編集長のハマーシュミットと話すが、調査は止めろと忠告される。副大統領としての最初の公式行事である軍人叙勲式で、マクギニス新将軍が大学でクレアをレイプした過去を持つことを知り、必死に怒りを抑えて4つ目の星を与える。通商交渉での失敗に関しては大統領が中国に強い態度で臨むようしむけ、中国は合衆国との対話を無期限に延期する。 |    |              |                        |                                           |          |
| 16 | 3  | "Chapter 16" | ジェームズ・フォーリー | Bill Cain                                 | HOC-203  |
| ウォーカー大統領が一般教書演説の準備をする一方、フランクは政府の閉鎖を避けるために、共和党のヘクター・メンドーザ上院議員らと社会保障改革案の妥協案を話し合う。上院共和党は議事妨害を試み、フランクは強硬策で応える。ダグはFBIのグリーン捜査官と協力してグッドウィンを罠にかけようとする。グッドウィンは亡きルッソの恋人のクリスティーナの取材は断られるが、ゾーイの通話記録を復活できると言うハッカーのギャヴィン・オルセイから連絡を受ける。ダグに他人との接触を断つよう言われるが、レイチェルは母親に連絡し、宗教の勧誘をする女性リサと知り合う。 |    |              |                        |                                           |          |
| 17 | 4  | "Chapter 17" | ジェームズ・フォーリー | Laura Eason                               | HOC-204  |
| 副大統領夫婦として初めてのTVインタビューを受ける直前、フランクは社会保障改革案の下院通過を図るため、かつて教育法案の件で裏切ったドナルド・ブライスを説得しようとする。白い粉の入った小包が届き、フランクとブライスは部屋に隔離される。クレアは単独でインタビューを受けるが、かつて中絶手術を受けたことを認めさせられ、マクギニス将軍に暴行されたためだと嘘をつく。マクギニスに暴行された別の女性ミーガン・ヘネシーが名乗り出てクレアの立場は強まる。シャープ院内幹事とレミー・ダントンは政府閉鎖を避けるために票集めをする。一方、グッドウィンが支援を求めたハッカーのオルセイは、政府の訴追を逃れるための司法取引で、FBIに協力していることが分かる。オルセイは、グリーン捜査官に脅され、グッドウィンを罪に陥れ、ルッソとゾーイの死の調査を止めさせようとする。シャープの票操作によって、フランクの改革案はなんとか可決される。フランクとクレアは窓際で煙草を吸い、フランクはクレアのために歌う。 |    |              |                        |                                           |          |
| 18 | 5  | "Chapter 18" | John David Coles       | Kenneth Lin                               | HOC-205  |
| 南北戦争の再現行事への参加を装って、フランクはタスクと連携する中国人の実業家フォンと秘密交渉を行い、橋の建設計画について話し合う。フォンとタスクが通商交渉を利用して利益をあげ、精製所の計画を固めようとしていることに気づく。通商交渉を失敗に導き、フォンが非難されるよう仕向ける。大統領はタスクと距離を置き始め、中国との貿易戦争を覚悟して通商交渉から代表団を引き揚げる。グッドウィンはゾーイの死の件を調べるため、サイバーセキュリティの記事を書く名目でAT&Tのデータ・センターに入り込み、ハッカーのオルセイの作ったコードの入ったUSBメモリーをデータサーバーに接続する。だがツアーガイドに化けたFBIの秘密捜査官がグッドウィンを現行犯逮捕する。一方、セス・グレイソンはクレアの中絶がマクギニス将軍による強姦と無関係であることを掴んでクレアをゆすり、フランクのスタッフに入り込む。クレアはファーストレディの助けを得て、軍の女性権利保護の運動を始める。 |    |              |                        |                                           |          |
| 19 | 6  | "Chapter 19" | John Coles             | ジョン・マンキューイツ                    | HOC-206  |
| 中国の輸出停止によりエネルギー危機が起き、フランクは大統領と共に解決しようとする。フランクは原発への補助金を提案し、タスクを怒らせる。クレアはファーストレディにクリティーナが大統領に接近していると信じ込ませる。ダグはレイチェルへの思いをつのらせ、教会に行くなと言う。サイバー・テロリズムの罪状で拘留中のグッドウィンは数十年の懲役を示され、有罪を認め刑期を短縮する司法取引を迫られる。元編集長のハマーシュミットが拘留中のグッドウィンを訪ね、代わりに調査を引き継ぐ。ハマーシュミットはフランクに会うが空振りに終わる。ダグの意を受けたFBI捜査官はスコースキーを脅す。スコースキーはグッドウィンに会い、フランクを有罪にする証拠はないため司法取引に応じるべきだと言う。シャープとダントンはタスクの件で会い、一夜を共にする。フランクは大統領に妥協しないよう言うが、カムデン・ヤーズ野球場での始球式の直前に、タスクの電力会社が停電を引き起こす。報復として、フランクは大統領令を出させて政府がタスクの電力会社を接収する準備をする。フランクとタスクはフレディのバーベキュー店で会うが、和解に至らない。 |    |              |                        |                                           |          |
| 20 | 7  | "Chapter 20" | ジェームズ・フォーリー | Bill Kennedy                              | HOC-207  |
| 中間選挙が迫り、フランクはタスクが共和党の意見広告に資金を出していることを掴む。資金がカンサス・シティのインディアン・カジノを迂回していることを知り、ダグを送りこむ。セスはダントンと通じていたことをフランクに告白し、今はタスクの金よりも権力に魅かれていると言う。ダグはフォンがカジノ資金の背後に居ることを掴み、中国に飛ぶ。ウォール・ストリート・テレグラフ紙の記者のアイラ・サヤドはタスクとフォンが精製所の件で結託していることを掴む。アンダーウッド夫妻は大統領夫妻を自宅に招き、夫婦仲が上手くいっていないことを知る。クレアは軍の女性保護法案にシャープの支持を得ようとするが、協力を引き延ばされる。フォンは、ロングアイランド橋の建設許可を条件に共和党の広告への資金拠出を止めてもいいと言う。フランクは共和党への政治資金の流れを止めるため、カジノ経営者のダン・ラナギンと会うが、ラナギンはフランクの差し出す権力よりタスクの金を選ぶ。 |    |              |                        |                                           |          |
| 21 | 8  | "Chapter 21" | ジェームズ・フォーリー | David Manson                              | HOC-208  |
| タスクとフォンの間を裂くため、フランクはバスケスと大統領に橋の建設を持ちかける。クレアは、マクギニス将軍によるレイプ被害者のミーガン・ヘネシーを支援すると誓う。大統領夫妻の仲が良好でないことを知り、クレアは二人がカウンセラーの助言を受けるよう促す。ダントンはシャープがカジノ資金の流れを追うのを手伝うふりをしながら、クレアと元恋人ギャロウェイの関係を探り出す。タスクとラナギンは、大統領との関係改善を図ってくれれば資金を民主党に振り向けるとフランクに言う。フランクは橋を巡ってバスケスと口論になり、バスケスは特別補佐官職を辞任する。ダントンはセスが裏切ったことを知る。大統領は橋の建設を承認し、妻と共にカウンセリングを受ける。ダグはフォンに橋の建設承認を伝え、タスクとの関係を切るよう依頼する。精製所の計画がつぶれたことを知り、ダントンとタスクはフランクに対して強硬な手段を取る。レイチェルとリサは肉体関係を結ぶ。 |    |              |                        |                                           |          |
| 22 | 9  | "Chapter 22" | ジョディ・フォスター   | ボー・ウィリモン                          | HOC-209  |
| ギャロウェイの撮ったクレアのスキャンダラスな写真がマスコミに流出し、フランクはダグ、セスと対応策を話し合う。チェーン化の話しに乗ったフレディは息子と孫に家を買ってやろうと申し出る。最終的に息子は承知し、フレディの店で働き始める。クレアはギャロウェイに不倫関係を否定させた上で、写真はフランクへのプレゼントとしてギャロウェイが撮ったものだと発表する。だがダントンはギャロウェイを脅し、クレアがシャワーを浴びる写真を流出させる。事務所でタスクは記者のサヤドに会い、自分とフォンの関係の調査を止めないと命に危険が及ぶと脅す。ダントンは、フレディの前科をマスコミに流す。フランクはフレディを守ろうとするが、保釈中の息子がカメラマンを銃で脅したために失敗する。セスはクレアに似たモデルを使って同様の写真を撮って発表し、ギャロウェイの写真は偽物だと見せかけようとする。フランクはフレディの状況の深刻さを知り、距離を置かざるを得ない。ギャロウェイは、婚約者の家族に脅威が及んだために二枚目の写真を流出させたと言い訳する。クレアから強制され、ギャロウェイはすべてが売名のための嘘であったと発表する。フレディは息子の保釈金を払うため、店を売り払い、チェーン化の話も立ち消えになる。フランクは密かにフレディの家に行き、距離を置かざるを得ないことを説明する。フレディは受け入れるが、金銭の援助は断る。フレディは、フランクはただの客でしかなかったと言う。唯一の友を失い、フランクは初めて後悔の念を口にし、タスクへの復讐の炎を燃やす。 |    |              |                        |                                           |          |
| 23 | 10 | "Chapter 23" | ロビン・ライト         | Laura Eason & ボー・ウィリモン            | HOC-210  |
| ダグの想いに反して、リサはレイチェルと同居し始める。貿易戦争は緊迫し、大統領は中国が日本の島を包囲した件を解決しようとする。防御を強化したフランクの家の横で、大きなバッグを抱えた男をシークレットサービスが見つける。この元海兵隊員は爆弾を仕掛けようとしており、かつて議会の建物に白い粉を送りつけたと自白し、クレアが中絶したことに対する抗議行動であると言う。フランクはミーチャムがクレアの護衛になるよう望む。ベッドを共にしながら、ダントンはシャープが戦争の悲惨な記憶に対処するために入れ墨を入れていることに気づく。クレアの不倫を暴こうとしたタスクに復讐するため、フランクのチームはタスクとラナギンのカジノの関係を記者のサヤドにリークする。下院に絡む資金洗浄に関するサヤドの疑惑が裏付けられ、サヤドはラナギンを問いただす。クレアの軍の女性保護法案を巡って、フランクとシャープは対立する。サヤドは資金洗浄の記事を出し、全国メディアは大きく取り上げる。これに伴う調査は大統領にも及び、法的な問題を抱えかねない。最終的にフランクの進言を受け入れ、大統領は特別検察官を任命してホワイトハウスとの関係を否定しようとする。ダントンとシャープはお互いの秘密について口論になる。今後の方針を巡って、フランクはダグではなくセスの提案に賛成する。落ち込んだダグはリサがレイチェルと同居する許可を与える。一方、グッドウィンが忍び込ませたコードは有効であり、ハッカーのオルセイはダグの動きを追う。 |    |              |                        |                                           |          |
| 24 | 11 | "Chapter 24" | John Coles             | ジョン・マンキューイツ & ボー・ウィリモン | HOC-211  |
| 断酒会の例会で、ダグはレイチェルに執着していることを告白する。ラナギンは、自分を犠牲にしてタスクを救おうとしているとダントンを非難する。ダグがラナギンのカジノに行き、中国に出張した証拠を見せられ、フランクはダグを叱責する。シャープ議員とファーストレディーからの法案への支持を得られず、クレアはミーガンに被害体験を公表させるが、ミーガンはパニック障害を起こす。ダグはセスとの関係を修復する。フランクは、特別捜査官のダンバーに旅行記録を提出するよう大統領を促し、自分も提出する。法案の先行きが怪しくなり、クレアは一人で酒を飲むが、グラスを落としてしまう。片づけを手伝ったミーチャムは怪我をし、クレアが包帯を巻く。ダントンは、下院幹部に上りつめた事情を暴くとシャープを脅して、フランクに不利な証言をさせようとする。だがシャープは拒否し、ダントンは難しい立場に置かれる。ダントンはシャープを守るため、職と引き換えにフランクへの攻撃を控える取引をする。フランクが帰宅するとミーチャムとクレアは酔っ払っており、三人はグループセックスに及ぶ。ダグはレイチェルがリサと性交しているところを窓越しに目撃し、嫉妬心をかき立てられる。ダンバーは、旅行記録から大統領夫妻が夫婦関係のカウンセリングを受けていたことを知る。 |    |              |                        |                                           |          |
| 25 | 12 | "Chapter 25" | ジェームズ・フォーリー | ボー・ウィリモン                          | HOC-212  |
| 大統領は自分の転落を謀ったとフランクを責め、ホワイトハウスから追放して連絡を絶つ。ミーガンは軍の女性保護法案に反対するシャープをケーブルTVのニュースで嘲る。シャープは仕返しにTV放送中に電話をかけ、クレアを批判する。フランクは国務長官のデュラントと特別検察官のダンバーを説得して、死刑を逃れるために中国からドバイに逃れたフォンに、アメリカへの亡命と訴追免責を申し出る。フォンは、下院に影響力を持つために資金洗浄を行ったことを認める。大統領は、機密秘匿権を放棄し、カウンセラーのラーキンは大統領を巡る調査に協力する。嫉妬にかられたダグはレイチェルとリサを別れさせる。ハッキングの成功で優位に立ったオルセイはFBIのグリーン捜査官を脅して自由を勝ち取る。クレアは女性保護法案を断念してシャープと和解するが、怒ったミーガンはクレアの元を去る。ダンバーは、ラーキンが薬を処方したことを隠すようホワイトハウスから助言されたことを知り、大統領の立場はさらに悪化する。タスクは大統領からの恩赦を期待して、聴聞会で黙秘権を行使する。セスはダントンとフランクの取引を暴いてタスクとダントンの仲を裂く。フランクとクレアは、来る中間選挙で民主党が勝つために、大統領の弾劾を謀るようシャープを説く。 |    |              |                        |                                           |          |
| 26 | 13 | "Chapter 26" | ジェームズ・フォーリー | ボー・ウィリモン                          | HOC-213  |
| 大統領はタスクへの恩赦と引き換えにフランクを罪に陥れようとする。前特別補佐官のバスケスはダンバーの委員会で大統領を弁護する証言を行い、タスクに会って大統領の提案を伝える。ミーガンは自殺未遂を起こし、会いに行ったクレアに心を閉ざす。クレアはファーストレディを欺き続け、良心の呵責に泣き崩れる。AT&Tの通話記録のサーバー侵入に成功したオルセイは、FBIのグリーン捜査官に強いてダグに面会する。シャープは大統領弾劾の票固めに動き、クレアはフランクに大統領との和解を強いる。フランクはすべての罪を告白する手紙をキャンプ・デービッドに籠る大統領に送る。大統領は、フランクに弾劾を否決する票集めをして、善意の証拠を見せろと言う。フランクは承諾し、バスケスは大統領恩赦を撤回するとタスクに言わされる。タスクは報復として、大統領が資金洗浄のことを知っていたと下院の委員会で証言する。タスクは拘留され、大統領の支持率は8%にまで低下する。オルセイはダグに、レイチェルのことを知っていると言いFBIの保護を要求する。ダグはレイチェルの家に直行し、急いで引っ越しをさせる。レイチェルは殺されると勘違いをして、信号で止まる車から逃げ出し森に逃げ込む。レイチェルは追いかけるダグを木の陰から襲い、煉瓦で殴り倒し、車を奪って逃げる。一方、下院は大統領弾劾の投票に進む。大統領は絶望し、辞職を決断する。大統領はフランクと友好的に話し合い、すべてが国務長官に指名されなかったことを恨むフランクの復讐であったことに気づきもしない。キャンプ・デービッドでフランクは大統領宣誓を行う。フランクは中国の首席に電話をし、即座に紛争を終わらせる。フォンの亡命許可は取り消され、中国に送還されて処刑は確実となる。クレアはフランクの卒業指輪を新調して誕生日プレゼントに送る。フランクはオーバルオフィスに入り、いつもの癖で机を二度叩く。 |    |              |                        |                                           |          |

### 第3シーズン（2015年）
| No. | #  | タイトル     | 監督                   | 脚本                           | 製作番号 |
| --- | -- | ------------ | ---------------------- | ------------------------------ | -------- |
| 27 | 1  | "Chapter 27" | John David Coles       | ボー・ウィリモン               | HOC-301  |
| 2014年、大統領に就任したフランク・アンダーウッドは父の墓を訪れ、密かに墓に小便をする。重傷を負ったダグ・ダグが発見され、手術と長いリハビリを受ける。レミー・ダントンがアメリカ合衆国大統領首席補佐官を務め、ドナルド・ブライスが副大統領になっている。就任後の半年間で、マスコミはフランクにウォーカーと同じく非効率で指導力に欠けるというレッテルを貼っている。2016年の大統領選を目指して政治家たちが動き始める。フランクは事態打開のため、"アメリカ・ワークス"という雇用促進プログラムを進める。ギャヴィン・オルセイはFBIのために働くようになっている。ダグは、オルセイにパスポートを再交付することと引き換えに、自分を殴って車を盗んだレイチェルを探してくれとオルセイに頼む。クレアはアメリカ合衆国国際連合大使就任を目指す。フランクは中東で無人機による空爆を承認し成功する。ダグは苦痛に屈してバーボンを摂り、禁酒の誓いを破る。 |    |              |                        |                                |          |
| 28 | 2  | "Chapter 28" | John David Coles       | ジョン・マンキューイツ         | HOC-302  |
| クレアは国連大使任命のため上院委員会で証言するが、軽率な発言をして大使には向かない短気な性格の印象を残す。フランクはアメリカ・ワークスの件で民主党の幹部と面会するが、2016年の大統領選挙に立候補してほしくないと言われ、そこにはジャッキー・シャープもいる。ダントンはフランクに頼まれてシャープに会い、誰が民主党の大統領候補になりそうなのか探る。シャープは以前ウォーカー大統領の弾劾に協力したことを持ち出し、次の副大統領になりたいと言う。フランクとクレアは電話をかけまくる。フランクは資金提供者を探し、クレアは自分の大使任命を支持してくれる上院議員を探す。深夜まで二人は電話をかけるが上手くいかない。翌日、上院はクレアの任命を否決する。フランクは民主党幹部と会い、2016年の大統領選に出馬しないかわりにアメリカ・ワークスへの支持を求める。フランクはアメリカ・ワークスの詳細と、次期大統領選不出馬を公式に発表する。クレアは休会任命により大使になりたいと言い、フランクは支持すると言う。 |    |              |                        |                                |          |
| 29 | 3  | "Chapter 29" | タッカー・ゲイツ       | フランク・パグリース           | HOC-303  |
| 抗議のデモがホワイトハウスを取り巻く中、ロシア大統領のヴィクトル・ペトロフがフランクに会う。フランクはイスラエルの共同防衛を提案するが拒否される。国務長官のキャサリン・デュラントと国連大使になったクレアも提案をロシアに受け入れさせようとする。ディナーでロシア人のゲストがペトロフを侮辱する。ペトロフは一晩中クレアにいちゃつき、キスをする。地下室でフランクとペトロフが葉巻を吸う間、デュラントとクレアはビアポンをする。クレアはペトロフに対する不信の念をデュラントにもらす。一方、ペトロフはロシア軍をイスラエル防衛に送る見返りに、ヨーロッパの全防衛ミサイルの撤去を望む。フランクは妥協案を提示するが、ペトロフは拒否し、交渉は決裂する。クレアとデュラントは、合衆国がイスラエルに軍を派遣できるように、国際連合安全保障理事会でロシアの拒否権を回避する計画を練る。ダグはオルセイに頼んでレイチェルを探す。 |    |              |                        |                                |          |
| 30 | 4  | "Chapter 30" | タッカー・ゲイツ       | Laura Eason                    | HOC-304  |
| フランクが命令した無人機による空爆で兵士が負傷し、アメリカ合衆国訟務長官ヘザー・ダンバーは合衆国最高裁判所で政府を擁護する。クレアは国際連合安全保障理事会にイスラエル関連の決議を提出するが、予想通りロシアが拒否権を発動して否決される。最高裁判事のジェイコブスはアルツハイマー型認知症と診断されて引退を希望していたが、フランクはジェイコブスの留任を求めていた。2016年の大統領選でダンバーが民主党候補となることを妨害するため、フランクはダンバーにジェイコブスの後任の席を提供し、受諾される。だがジェイコブスは辞職を渋り、負傷した兵士に謝罪するも許してもらえず傷ついたフランクは、断固とした態度をとることが出来ない。オルセイは秘密裏にFBIでレイチェルを捜索し続け、あやうく露見しそうになる。ダグが手掛かりを持っていないため、オルセイはレイチェルの友達のリサ・ウィリアムズに偽名で接近する。ロシア政府は、イスラエル関連決議の報復として、LGBT活動家のマイケル・コリガンを逮捕する。セス・グレイソンは、記者会見でフランクに恥をかかせたアイラ・サヤドのホワイトハウス担当記者資格を取り消す。フランクの意図に気付きいたダンバーは公式に大統領選出馬を発表する。フランクに遠ざけられたダグは、ダンバーの選挙陣営に加わろうと申し出る。フランクは宗教に安らぎを求めるが得られない。 |    |              |                        |                                |          |
| 31 | 5  | "Chapter 31" | ジェームズ・フォーリー | Kenneth Lin                    | HOC-305  |
| フランクはコロンビア特別区の市長からアメリカ・ワークスへの支持を得る。アメリカ合衆国国土安全保障長官を更迭し、FEMAを直接指揮して予算をアメリカ・ワークスに転用する。ダンバーがフランクにかけている圧力をそらすため、フランクはシャープに2016年の大統領選に出馬して、自分を攻撃してほしいと言う。見返りに、ダンバーが選挙戦から消えた後にはシャープを副大統領にすると約束する。シャープは、未婚であるために支持が得られないかもしれないとダントンに語る。ダグはダンバーのもとで働こうと自分を売り込む。アイラ・サヤードの代わりにケイト・ボールドウィンがウォールストリート・テレグラフのホワイトハウス担当記者となる。ロシアが武器をイランに売却すると脅し、イスラエルに続いてパレスチナもまた平和維持決議案への支持を取り下げる。コンセンサスが得られないため、クレアは決議案を取り下げる。メンドーザとバーチはフランクに会い、共和党と民主党はそろって下院でアメリカ・ワークスに反対すると言う。シャープはアラン・クックと婚約し、ダントンは悲しむ。ダグは、クレアが暴行事件に関して嘘をついた事を証明する書類をダンバーに見せ、大統領夫妻に対する武器になると言う。ダンバーは断るが、ダグを雇うことにする。クレアは、平和維持決議案への支持を得るために、大統領令でイスラエルに部隊を展開するようフランクに求める。これを聞いたロシアは平和裏に妥協案を話し合うことに合意し、コリガンを釈放する。                                                                   |    |              |                        |                                |          |
| 32 | 6  | "Chapter 32" | ジェームズ・フォーリー | メリッサ・ジェームズ・ギブソン | HOC-306  |
| フランクとクレアは交渉のためにモスクワに飛ぶ。リサはオルセイの過去について尋ねるが、マックスと名乗るオルセイは感情を抑えられず立ち去る。クレアは牢の中のコリガンに会い、違法活動をロシアに謝罪するのが釈放の条件だと言う。コリガンは拒否し、ロシアが同性愛者を差別する法律を改正しない限り、自由にはならなくてもよいと言う。一方、両国の合意した声明をコリガンが出さない限り、ペトロフはコリガンの釈放を認めず、国連決議の交渉もしようとしない。コリガンが条件に合意するまで、クレアはコリガンの牢に留まる。オルセイは病院で性病検査を受ける。検査結果は陰性だったが、オルセイは陽性であったとリサに嘘をついて同情を呼び、レイチェルにつながる情報を聞き出す。ペトロフは、個人的には同性愛を禁じる法律に反対だが、伝統と国民感情を重んじるがゆえに、法律を順守せざるを得ないとフランクに認める。牢内で夕食をとりながら、コリガンは自分の結婚は上手く行ってないが、活動のため離婚は出来ないとクレアに言い、クレアの結婚も似たようなものだろうと言う。フランクとペトロフは、フランクの出す声明および国連決議について合意する。牢内でクレアが眠りに落ちた間、コリガンは首をつり、クレアは動揺する。記者会見で、ペトロフとフランクが合意を発表する前に、クレアが発言を許される。コリガンとの会話を思い出したクレアはロシアの法律を非難して会見の席を立ち、混乱したフランクは後を追う。ペトロフはフランクとの合意を反故にする。帰りの飛行機で、フランクとクレアは言い争う。 |    |              |                        |                                |          |
| 33 | 7  | "Chapter 33" | ジョン・ダール         | ボー・ウィリモン               | HOC-307  |
| モスクワから帰ってもフランクとクレアの間は緊張する。文化交流でホワイトハウスに滞在するチベット僧がマンダラを描く。フランクはアメリカ・ワークスの本を書かせるために雇ったトマス・イェイツと親しくなり、夜遅くまで一緒に酒を飲みゲームをするが、クレアは気に入らない。会議でフランクは、決議を妨害するイスラエルを、ジンバブエを買収することで出し抜くと言うクレアの案を退け侮辱する。オルセイはレイチェルがサンタフェにいることを突き止め、ダグに教える。ダグは、レイチェルに似た治療士と一夜を過ごす。フランクはアメリカ・ワークスがコロンビア特別区で失業者を減らしたことをラジオ演説で誇り、全国への拡大ともに社会保障の変革を訴える。フランクは先に退けたクレアの案を支持する。 モスクワから一月後、フランクとクレアはフランクの故郷の教会で結婚の誓いを確認し合う。フランクはイェイツに掃除婦だった母親が盗みを働いていたこと、クレアなしでは大統領になれなかったことを打ち明ける。イェイツは自分の処女作は実は友人が書いた事を打ち明け、二人は信頼を深める。留守中にマンダラは完成し、チベット僧は去る。 |    |              |                        |                                |          |
| 34 | 8  | "Chapter 34" | ジョン・ダール         | Bill Kennedy                   | HOC-308  |
| 巨大なハリケーンが東海岸に迫るが、アメリカ・ワークスのために予算を転用されたFEMAは予算不足に直面する。議会の共和民主両党は、アメリカ・ワークスへの支出を凍結する条件でFEMAへの緊急支出法案を提出し、多くの知事も支持するが、フランクは諦めきれない。ダンバーとシャープは、ハリケーンの危機の間は選挙活動を棚上げすると共同で発表する。アメリカ・ワークスのおかげで皿洗いの職についているフレディーとその孫を、フランクはホワイトハウスに招く。フランクは緊急支出法案に署名しアメリカ・ワークスは危機に陥るが、ハリケーンは方向を転じて危険は去る。フランクはアメリカ・ワークスの復活を訴えることで、大統領再選への出馬を発表しようと考える。 |    |              |                        |                                |          |
| 35 | 9  | "Chapter 35" | ロビン・ライト         | John Mankiewicz                | HOC-309  |
| フランクはアイオワ州で再選キャンペーンを始める。イェイツとボールドウィンはキャンペーンに同行するが、行事をすっぽかしてホテルの部屋で性交にふける。ヨルダン峡谷でPKO従事中の8人のロシア兵が殺されるが、ペトロフは国連による調査を拒否する。フランクは地元有力者のハーラン・トラウブとの会談を取りやめ、法律に反して大統領専用機に乗せて話をする。ロシアの国連大使は事件が自演であることをクレアに示唆し、フランクはアメリカの調査団を送り込むが、待ち伏せを受けて失敗する。オルセイは身辺に危機が迫るのを感じ、レイチェルが死んだ証拠をダグに渡して、パスポートをすぐに有効にするよう迫る。ダグは動揺して酒に戻り、フランクとの面会を求める。フランクはダグにストレスを与えたとダンバーを責め、ダンバーはトラウブと会談する。ダントンは運転中に警察に止められ、身分証明書を忘れたために手荒な扱いを受ける。 |    |              |                        |                                |          |
| 36 | 10 | "Chapter 36" | アニエスカ・ホランド   | フランク・パグリース           | HOC-310  |
| ヨルダン峡谷へのアメリカ軍派遣に対する反発が強まり、アイオワで予備選を控えたフランクは苦戦を強いられる。フランクはセンティネル軍事大学の友人で恋人だったティムから電話を受け、イェイツが接触を図ったことを知る。ダントンとシャープは愛情を確認し合う。イスラエルが抜き打ちでヨルダン峡谷に飛行禁止区域を設定するが、ペトロフは無視して現地に飛ぶと言い、フランクは自分も現地に行きペトロフと会う。フランクがロシア軍撤退を求めると、ペトロフはアメリカ軍の同時撤退に加えてクレアの国連大使辞任を求める。クレアは辞任する。オルセイはリサに自分の正体を明かす。ダグの兄一家が泊まりに来る。イェイツは夜中にフランクに呼ばれ、自分がかつて男性相手の男娼であったと告白し、フランクと親密さを深める。 |    |              |                        |                                |          |
| 37 | 11 | "Chapter 37" | アニエスカ・ホランド   | メリッサ・ジェームズ・ギブソン | HOC-311  |
| ダグは、国外に出たオルセイからレイチェルが生きている事を伝えられる。討論会を控え、フランクはシャープに、ダンバーを性差別主義者だと非難し、子供を私立学校に通わせていることを攻撃しろと言う。継子が私立学校に通うシャープは躊躇する。シャープはダンバーに会い、国防長官の地位を約束するなら、大統領選でダンバーを支持する用意があると言う。だがダンバーは取引を断る。アイオワでの討論会で、シャープは両性間の賃金差を語り、ダンバーが億万長者の遺産を相続したことを強調する。ダンバーがクレアの国連大使任命を批判すると、シャープは性差別だと非難し、ダンバーが子供を私立学校に通わせていることを攻撃する。だがここでフランクは、シャープ自身の子供が私立学校に通うことに言及し、シャープは沈黙する。翌日、シャープはホワイトハウスでフランクに侮辱され、動揺した様子を見せる。予備選からの離脱とフランクへの支持を発表するはずの番組で、シャープはダンバーの支持を発表する。これを見たダントンはホワイトハウスを去る。 |    |              |                        |                                |          |
| 38 | 12 | "Chapter 38" | ロビン・ライト         | ボー・ウィリモン               | HOC-312  |
| アイオワ州予備選を控え、シャープに支持されたダンバーは世論調査でリードし、フランク陣営はクレアを前面に出す。ダントンは首席補佐官を辞職し、セスが後任を狙う。ダンバーは病気の最高裁判事のジェイコブスに後任を打診されるが、断る。ダンバーはかつてダグに見せられた、クレアが暴行事件で嘘をついた証拠の日誌のことをフランクに話して脅し、再選の断念を迫る。クレアはフランクの支持者のはずの主婦を訪ねるが、シャープの支持者であることを知り、話し合ううちに気分が落ち込む。フランクとクレアはイェイツの本の一部を読み、アメリカ・ワークスに触れず二人の結婚生活を暴露しすぎていることに気付く。フランクはイェイツを解雇し、本の完成と出版を禁じる。イェイツはボールドウィンに本への協力を求めるが断られる。シャープはダントンを訪ね、二人は愛を交わす。ダグはフランクの前で日誌を燃やし、ダンバーに電話をしてこれを知らせ、首席補佐官となる。ダグはFBIにオルセイを探させる。 |    |              |                        |                                |          |
| 39 | 13 | "Chapter 39" | ジェームズ・フォーリー | ボー・ウィリモン               | HOC-313  |
| ダグはベネズエラのカラカスに隠れ住むオルセイを訪ねて拷問し、レイチェルの居場所を聞き出す。ダグは、サンタフェに隠れ住んで別の身元を用意していたレイチェルを捕らえ、躊躇した後に殺す。クレアは次第に増す憂鬱を抱えながら予備選の前面に出てダンバーと闘う。しかし遂に限界に達したクレアは、アイオワ州予備選直前の党大会に出ずにワシントンに戻る。フランクは予備選を制するが、クレアは電話に出ず、勝利会見にも現れない。クレアはホワイトハウスに戻ったフランクと対決し、自分がフランクと対等でなく、利用されるだけの存在であることの不満をぶつける。だがフランクは無視し、再選のための役割を果たすことを強制する。ダグはホワイトハウスに戻り、クレアはフランクのもとを去る。 |    |              |                        |                                |          |

### 第4シーズン（2016年）
| No. | #  | タイトル     | 監督                   | 脚本                                          | 製作番号 |
| --- | -- | ------------ | ---------------------- | --------------------------------------------- | -------- |
| 40 | 1  | "Chapter 40" | タッカー・ゲイツ       | ボー・ウィリモン                              | HOC-401  |
| 大統領指名選挙戦のさなか、フランクとクレアは夫婦間の問題を抱える。フランクは一人だけでニュー・ハンプシャーに行き労働者たちに会う。クレアは無断でテキサスの実家に行き、リアン・ハーヴェイをコンサルタントに雇い、ドリス・ジョーンズを引退させて下院議員を目指すが、首席補佐官となったダグはクレアを妨害する。一方ダンバーはセスから大統領夫妻の不仲の事実を掴んでマスコミにリークする。アンダーウッド夫妻はクレアの母エリザベスの病気を公表して噂を打ち消す。グッドウィンは刑務所から出され、偽名で密かに隠れ住む。                                            |    |              |                        |                                               |          |
| 41 | 2  | "Chapter 41" | タッカー・ゲイツ       | メリッサ・ジェームズ・ギブソン                | HOC-402  |
| フランクを嫌うエリザベスはダンバーと娘を応援する。フランクはドリスの望む乳がんの治療施設への政府援助を約束し、娘のセリアを後継として発表してクレアの出馬を妨害する。ダントンはシャープとの関係を再開する。ペトロフの政敵のミルキンがアメリカへの亡命を求め、ペトロフはフランクが背後にいる事を疑う。 |    |              |                        |                                               |          |
| 42 | 3  | "Chapter 42" | ロビン・ライト         | フランク・パグリース                          | HOC-403  |
| ペトロフの政策によりガソリン価格は上昇する。フランクは故郷サウス・カロライナでの予備選にジョーンズ母子を伴い、大票田の黒人層に働きかける。予備選当日、ハーヴェイはフランクの父親がクー・クラックス・クランにいた証拠を公開し、フランクの敗北を招く。クレアは自分の関与を明らかにし、副大統領候補となることを要求する。グッドウィンは密かにダンバーと会ってフランクの犯罪の事を話す。 |    |              |                        |                                               |          |
| 43 | 4  | "Chapter 43" | ロビン・ライト         | ジョン・マンキューイツ                        | HOC-404  |
| フランクはガソリン価格を下げるため、ミルキンをエストニアに送りその財産凍結を解除し、ペトロフを挑発する行動を承認する。クレアから引き離すため、ハーヴェイを選挙責任者に雇おうとする。対抗してクレアは離婚を発表しようとし、テキサスの実家に幽閉される。グッドウィンがフランクを狙撃して重傷を負わせミーチャムを殺すが、自分も殺される。ブライスが大統領代理に就任するが判断に迷い、クレアの助言を受けてミルキンを中国に向かわせる。 |    |              |                        |                                               |          |
| 44 | 5  | "Chapter 44" | トム・シャンクランド   | メリッサ・ジェームズ・ギブソン                | HOC-405  |
| フランクは昏睡状態が続く。グッドウィンの遺書が発見されてFBIが捜査を始める。クレアはブライスを操り、ペトロフとの電話会談に介入し、フランクが肝臓移植を必要としていることを漏らす。フランクの父親の写真をリークしたセスは、職にとどまるためにダンバーがグッドウィンと会っていた事をダグに伝え、ダンバーに捜査が及ぶ。シャープとの密会写真を撮られて脅されたダントンはクレアに協力し、タスクに中国への影響力を使うよう求める。 |    |              |                        |                                               |          |
| 45 | 6  | "Chapter 45" | トム・シャンクランド   | Laura Eason                                   | HOC-406  |
| クレアはタスクを使い、ガソリン危機を乗り越えるために中国と組んでロシアに緊急資金を貸し付ける提案をする。ダグはフランクの肝臓提供リストの順位を上げさせ、移植手術は成功する。国務長官デュラントの反対を押し切って、ブライスがを残してクレアはサミットに出席し、ペトロフと交渉して提案を受諾させる。ダンバーはグッドウィンと会ったことを認め、選挙戦から脱落する。 |    |              |                        |                                               |          |
| 46 | 7  | "Chapter 46" | トム・シャンクランド   | Bill Kennedy                                  | HOC-407  |
| 回復したフランクが民主党の大統領候補となり、ハーヴェイが選挙運動を取り仕切るがダグと衝突を繰り返す。共和党大統領候補の若々しいコンウェイはインターネットを活用し、検索エンジンのポリホップを操作して人気を集める。ハーヴェイの助言により、フランクはテロ組織ICOの脅威を利用して国内を監視しようとし、ICOへの攻撃を寸前で中止する。クレアはフランクとの協力関係を復活し、銃規制強化を図る。 |    |              |                        |                                               |          |
| 47 | 8  | "Chapter 47" | アレックス・グレイヴス | ジョン・マンキューイツ                        | HOC-408  |
| コンウェイ夫妻はトマス・イェイツにフランクを攻撃する本を依頼するが断られ、次にはボールドウィンに近づく。さらにICO攻撃を支持するブロックハート将軍を副大統領候補とする。フランクとクレアは銃規制法案と副大統領候補を餌にして周囲を操る。魅力的な家庭をアピールするコンウェイ夫妻に勝つため、イェイツをスピーチライターに雇う。ハマーシュミットはゾーイとフランクの関係を洗う。 |    |              |                        |                                               |          |
| 48 | 9  | "Chapter 48" | ロビン・ライト         | フランク・パグリース                          | HOC-409  |
| フランクは前例に反し、副大統領候補をアトランタでの党大会で選ぶ事にする。フランク周辺は公式にはデュラントを推すが、陰ではロシア危機はクレアが解決したという噂を流してクレア選出に動き、怒ったデュラントはコンウェイと連携して反旗を翻す。 |    |              |                        |                                               |          |
| 49 | 10 | "Chapter 49" | ロビン・ライト         | メリッサ・ジェームズ・ギブソン & ケネス・リン | HOC-410  |
| 副大統領の有力候補となったクレアは、注目を避けるためにイェイツと共にテキサスの実家に逃げる。クレアは病状の悪化した母を絶好のタイミングで安楽死させ、イェイツと一夜を過ごす。フランクもまたICOの攻勢を言い訳にデュラントを連れてワシントンに向い、過去の殺人を匂わせて脅迫する。党大会に戻ったデュラントは国務長官の職に留まる事を発表する。混乱の中、酒に逃げられないダグは苦悩する。クレアはイェイツの草稿に従い、母の死を乗り越えて副大統領を目指す演説を行い、聴衆の心をつかんで指名を受ける。ハマーシュミットはダンバーと密かに接触する。                 |    |              |                        |                                               |          |
| 50 | 11 | "Chapter 50" | カリ・スコグランド     | Tian Jun Gu                                   | HOC-411  |
| コンウェイに人気でおくれをとるフランクは健康問題を抱えて焦り、クレアが代わりに遊説に飛び回る。フランクはイェイツとクレアの関係を黙認する。ハマーシュミットは密かにダントンとフレディに接触し、ワシントン・ヘラルド紙の協力を得てフランクの疑惑を本格的に調査し始める。コンウェイは選挙戦のためICOへの強硬策に反対する。フランクはICO幹部の確保を命じる。 |    |              |                        |                                               |          |
| 51 | 12 | "Chapter 51" | Jakob Verbruggen       | Laura Eason & Bill Kennedy                    | HOC-412  |
| ICOの指導者アーマディが捕えられ、アンダーウッド夫妻はコンウェイとブロックハートと討論会で対決するが、その最中にICOがアメリカ人を誘拐して脅し、コンウェイとの交渉を要求する。交渉のためコンウェイ家はホワイトハウスに招かれ、誘拐犯が国内で捜索される。ハマーシュミットはウォーカー前大統領とシャープとダントンから協力を得て、フランクの陰謀を暴露する準備を終える。罪悪感に悩むダグは、フランクに肝臓移植の権利を奪われて死んだ患者の妻ローラ・モレッティと親しくなる。                                                                                      |    |              |                        |                                               |          |
| 52 | 13 | "Chapter 52" | Jakob Verbruggen       | ボー・ウィリモン                              | HOC-413  |
| FBIが誘拐犯を捜査する間、クレアはアーマディに人質解放の取引を持ちかける。フランクはコンウェイがホワイトハウス内の情報源について嘘をついた事を公表する。ハマーシュミットがフランクと面会し、証言を元に陰謀を暴露すると宣言する中、一部の人質が解放される。だがアーマディは全人質の解放を説得しようとせず、FBIの突入は空振りに終わる。アンダーウッド夫妻は陰謀報道と誘拐事件の両方に対応するために混沌を作り出そうと決意し、ICOとの全面対決を発表する。ダグが秘密の任務でホワイトハウスを離れる中、誘拐犯が生中継で残りの人質の処刑を配信し、多くの国民が見る。 |    |              |                        |                                               |          |

### 第5シーズン（2017年）
| No. | #  | タイトル     | 監督                 | 脚本                                  | 製作番号 |
| --- | -- | ------------ | -------------------- | ------------------------------------- | -------- |
| 53 | 1  | "Chapter 53" | Daniel Minahan       | Frank Pugliese                        | HOC-501  |
| 下院がフランクの疑惑の調査を審議しているところにフランクが乱入し、ICOに対し宣戦布告することを求める。フランクとクレアは処刑された人質の葬儀に出席するが、その娘はフランクが父の死を招いたと非難する。クレアとトークショーで同席したハマーシュミットは、ICOとの戦争は目くらましだと非難する。コンウェイの妻ハンナは、テロリストのマスターソンの母親も犠牲者だと発言して物議をかもす。フランクは密かにマスターソンを捕えて尋問した後で処刑させるが、公式には生きて捕えられなかったと嘘をつく。ホワイトハウスの外で、フランクとクレアは何も恐れるものはないと人々に語りかける。 |    |              |                      |                                       |          |
| 54 | 2  | "Chapter 54" | Daniel Minahan       | Melissa James Gibson                  | HOC-502  |
| ニューヨークの式典に出席したクレアは、フランクの旧友が行方不明になったと知らされる。フランクは州知事達を招いて対テロ戦争への協力を求めるが、選挙の行方を左右する5つの州の知事との関係を改善することが隠れた目的である。ペンシルバニア州知事となっている元副大統領マシューズはその一人である。デュラントは対テロ戦争の政策には反対だと副大統領のブライスに言うが、ブライスは選挙に勝つためには正しい選択だと答える。データ・サイエンティストのエイダン・マカランはフランクの了解を取り、国中の通信網、GPS、TV信号を攪乱する。フランクはこれがICOによるものだと発表し、下院に宣戦布告を求める。だがコンウェイは子供を連れ出して平静を装う。 |    |              |                      |                                       |          |
| 55 | 3  | "Chapter 55" | Alik Sakharov        | John Mankiewicz                       | HOC-503  |
| 投票日前日、コンウェイは24時間オンライン・ライブで有権者との質疑応答をする。フランクとクレアは別々に選挙活動をするが、フランクの声はかすれ始める。ダグはマシューズを脅し、投票所を集約し州軍に警備させる。その夜、フランクはコンウェイのライブに電話で参加する。投票日になり、映画を見るフランクとクレアのもとに、全国で投票率が低いとの知らせが入る。 |    |              |                      |                                       |          |
| 56 | 4  | "Chapter 56" | Alik Sakharov        | Kenneth Lin                           | HOC-504  |
| 投票が始まり、低投票率はコンウェイに有利にはたらく。フランクはテネシー州知事に電話し、テロ容疑者の自宅捜索で爆弾の材料を発見したと伝える。テネシー州の投票所が爆破され、州知事は投票所を閉鎖して非常事態令を出させる。フランクは投票制限に反対するふりをする。フランクはコンウェイに電話して敗北を認めるが公には敗北宣言を出さない。外出禁止令が出され、ダグはマカランを強いて工作させ、オハイオ州知事にも投票所を閉鎖させる。有権者は投票所に行くことを恐れ始める。多くの州が投票結果を発表せず、翌日になっても選挙結果は定まらない。フラッシュバックで、フランクとクレアは任期制限を超えて権力を保持しようと話し合い、ダグとハーヴェイを呼び入れる。 |    |              |                      |                                       |          |
| 57 | 5  | "Chapter 57" | Michael Morris       | Laura Eason                           | HOC-505  |
| 大統領選挙から9週間が経つが、オハイオ州とテネシー州の選挙結果が確定せず大統領は未決定のままである。ホワイトハウス前ではフランクに反対する人々が騒ぐ。フランクは、このような状況では下院の投票で50州の過半を制した候補が大統領となり、上院が副大統領を選ぶと説明する。フランクは、南北戦争劇で自分の祖先を演じた俳優エリックと話す。ハーヴェイはクレアに、世論調査でも下院でもフランクの支持率は低いがクレアは有力だと話す。コンウェイは自分が大統領のはずだと信じていらだつ。民主党の議員らは、下院がコンウェイを選ぶ一方で上院がクレアを選べば、国が混乱に落ちることを心配する。クレアは、イェイツが女と一緒にバーにいることを知る。レイチェルの恋人だったリサがハマーシュミットに会ってダグの行動を知らせるが、証拠がないと退けられる。ハマーシュミットの部下のジェフリーが、これをセスに漏らす。フランクは、鍵を握る民主党下院議員のロメロに会う。行方不明だったマカランがハーヴェイに連絡し、自分を追わせるのを止めなければフランクの犯罪を暴露すると脅す。投票日、クレアは上院議長でもあるブライス副大統領に議事妨害を止めさせて、下院を待たずに上院が投票するよう促す。ブライスが拒否するとクレアはブライスとその亡き妻をののしる。再投票の結果、フランクもコンウェイも26州を下院で制することができない。下院での再々投票までは、上院の選ぶ副大統領が暫定大統領になる。 |    |              |                      |                                       |          |
| 58 | 6  | "Chapter 58" | Michael Morris       | Bill Kennedy                          | HOC-506  |
| 上院で副大統領に選ばれたクレアは暫定大統領に就任する。フランクの陣営は下院での再々投票とオハイオ州とテネシー州での再投票のいずれかを選ばなくてはならない。混乱に乗じ、正体を隠したロシア軍が南極のアメリカ基地を占拠する。コンウェイはいら立ちをつのらせ、周囲と摩擦をおこし始め、飛行機でパイロットを罵る。ジェフリーはリサの件を調査する。国外に逃げたマカランは、ロシアでペトロフの保護下に入る。 |    |              |                      |                                       |          |
| 59 | 7  | "Chapter 59" | Alik Sakharov        | Tian Jun Gu                           | HOC-507  |
| ICOの指導者アーメドがダマスカスにいることが分かる。ハマーシュミットはレイチェルとダグの関係を調べる。クレアがデュラントと商務省国際貿易局副次官のジェーン・デイビスに面会している時、突然フランクらと共に地下の危機管理センターに誘導される。放射性物質を搭載したトラックが行方不明となり、テロの危険があるためだと知らされる。フランクはブロックハートの盗聴された会話から、大統領の命令を無視するよう軍に命令が出たことを知らされる。フランクは地上に出て、ワシントンD.C.からの避難を主張した将軍がブロックハートの友人であり、自分の大統領選出を妨害していることを知る。トラックは発見され。クレアが将軍に辞任を強制すると、将軍はアンダーウッド夫妻がホワイトハウスにふさわしくないと言う。フランクはクレアとイェイツの関係を知る。翌日アンダーウッド夫妻はコンウェイの選挙参謀のマーク・アッシャーに会い、盗聴したブロックハートの音声を聞かせる。 |    |              |                      |                                       |          |
| 60 | 8  | "Chapter 60" | ロクサン・ドースン   | John Mankiewicz                       | HOC-508  |
| オハイオ州とテネシー州の再投票を控えているにもかかわらず、フランクは政財界のエリートたちの秘密キャンプに参加してタスク、ブロックハート、アッシャー、そしてポリホップ経営者でコンウェイの支援者のベンジャミン・グラントに会う。南極海でロシアの探査船が難破する。クレアは救助と引き換えにマカラン引き渡しを求めるがペトロフは拒否する。中国と貿易交渉を行うクレアとデービスは、中国から探査船にアメリカ人が乗船しており、救助する意思があると聞かされる。クレアは関税を1%上げることで中国に救助を許すが、アメリカ人は見つからない。グラントは、飛行機でコンウェイがパイロットを罵った録音をフランクに渡す。アッシャーはアンダーウッド夫妻から録音を聞かされてコンウェイの勝利をあきらめ、録音の公開方法を教示する。 |    |              |                      |                                       |          |
| 61 | 9  | "Chapter 61" | ロクサン・ドースン   | Bill Kennedy                          | HOC-509  |
| 録音が公開されてコンウェイは選挙に敗北し、フランクに電話をして敗北を認める。フランクは内閣の閑職を提示して侮辱し、クレアとともに祝杯をあげる。マカランとの関係によりハーヴェイの排除が仕組まれ、セスがマスコミにリークする。ハーヴェイはボールドウィン記者にロシアにいるマカランの取材を依頼する。イェイツはスピーチライターを辞めたいとクレアに言う。ダグの抗議にもかかわらず、アッシャーは大統領特別顧問に招かれる。ロメロは選挙協力の見返りを求めるが失望させられ、報復に下院で調査委員会を立ち上げると言う。フランクはエリックとキスをし、イェイツに妻との関係を止めるよう言う。ボールドウィンがロシアでマカランに会うと、デイビスの手配したチームがマカランを連行しロシアから連れ出す。駅で自殺したことになっているゾーイ・バーンズの父親が娘の携帯電話をハマーシュミットに渡す。フランクはマカランの帰国を望むとデイビスに言う。 |    |              |                      |                                       |          |
| 62 | 10 | "Chapter 62" | アニエスカ・ホランド | Kenneth Lin                           | HOC-510  |
| ロメロはジャッキー・シャープを証人として下院の調査委員会に召喚し、フランクの意を受けたアッシャーの説得にも応じない。フランクはアッシャーの忠誠を疑い始める。ロメロはウォーカー前大統領をも召喚し、フランクの辞職を求める。ウォーカーはフランクの説得に応じず、中国からの違法な政治資金について証言する。クレアはロシアの調査船に乗っていたアメリカ人の死体を闇に葬るよう命じる。ダグはリサを殺そうとして会うが思いとどまる。デイビスはシリアで毒ガス攻撃が起こる予定であることをアンダーウッド夫妻に知らせる。ハマーシュミットに解雇されたジェフリーはフランクの肝臓移植にかかわる疑惑を調査する。ワシントンに戻ったマカランが密かにハーヴェイに会う。その後マカランは死に、暗号化されたメールがハーヴェイに届く。デイビスはロシア船に乗っていたアメリカ人とマカランの書類を始末する。 |    |              |                      |                                       |          |
| 63 | 11 | "Chapter 63" | アニエスカ・ホランド | Laura Eason                           | HOC-511  |
| ウォーカーの証言によりロメロの主導するフランクの弾劾が迫り、アッシャーは不信任決議で事をおさめようとする。大統領選でICOの脅威が不当に利用されたことがリークされる。内部の情報提供者が疑われ、ダグは関係者のラップトップに仕組んだ盗聴プログラムを使って全員の行動を調査する。フランクもまた、妻を含む周囲の人間の行動をモニターする。クレアはイェイツをホワイトハウスから追い出す。ローラ・モレッティは夫が肝臓移植の機会を奪われたことでダグを憎んでいると言う。下院の民主党のリーダー達はフランクに辞職を示唆する。ダグはハーヴェイが死んだマカランから何かを受け取ったことを知り、ハーヴェイの家に行く。二人はセックスをし、それをフランクがモニターする。誰もが、クレアが大統領になる可能性を考え始める。ジェフリーは副報道官としてクレアに雇われる。デュラントは密かにロメロに協力し、フランクはデュラントをリーク元と疑う。ハマーシュミットのもとに誕生日カードとメモリーが届く。 |    |              |                      |                                       |          |
| 64 | 12 | "Chapter 64" | ロビン・ライト       | Frank Pugliese & Melissa James Gibson | HOC-512  |
| 下院の委員会は大統領選の疑惑を調べる。フランクはデュラントを階段から突き落として証言を阻止する。目くらましにシリア内戦への介入を発表する。ハーヴェイを復帰させ、自分に有利な証言をさせる。ハマーシュミットはジェフリーと交際する部下を通じて偽情報を流す。ジェフリーはフランクに、ハマーシュミットがゾーイ・バーンズ殺害はフランクとダグによるものだと疑っていると伝える。アンダーウッド夫妻は罪をダグになすり付けようと決めてダグを説得する。ダグは荷物を整理するが、複数の誕生日カードが含まれる。イェイツはゾーイとルッソ殺人に触れた、夫妻についての本を出版しようとする。クレアはイェイツを毒殺し、アッシャーに後始末を任せる。アッシャーとフランクは、デイビスがフランクの退陣とクレアの大統領就任を工作していることを知る。アッシャーとデイビスの反対を押し切り、フランクは下院の委員会で証言し、大統領辞任を発表する。 |    |              |                      |                                       |          |
| 65 | 13 | "Chapter 65" | ロビン・ライト       | Melissa James Gibson & Frank Pugliese | HOC-513  |
| 辞任発表の後、フランクはロメロを脅して調査委員会を解散させる。クレアはフランクの辞任発表に驚き抗議する。フランクは、クレアを大統領にするために自分が混沌を作り出し、誕生日カードをハマーシュミットに送ってリークしたのも自分だと打ち明ける。ダグと自分の恩赦をクレアに求めるが、言質は与えられない。クレアは大統領に就任する。セスはダグがゾーイ・バーンズを殺したと司法長官に証言するが、職を解かれる。ダグもホワイトハウスを去り、司法長官に会って殺人を認める。ハーヴェイはクレアの首席補佐官となり、マカランから送られたメールの中身をデイビスに渡す。その後、ダグの家に向かうハーヴェイは謎の車に追われて事故に遭う。デイビスはシリアへの介入をクレアに進言する。アッシャーは副大統領職を求める。クレアはICOのテロリスト逮捕を発表するが、フランクの恩赦には言及しない。フランクの電話に出ず、自分の番だと画面に語りかける。 |    |              |                      |                                       |          |

### 第6シーズン（2018年）
| No. | # | タイトル     | 監督                       | 脚本                                  | 製作番号 |
| --- | - | ------------ | -------------------------- | ------------------------------------- | -------- |
| 66 | 1 | "Chapter 66" | Alik Sakharov              | Melissa James Gibson & Frank Pugliese | HOC-601  |
| フランクが亡くなった後、クレアが大統領職に就き、アッシャーを副大統領としている。クレアはフランクの影と民主党を支持する大富豪であるビルとアネットのシェパード兄妹の圧力の中でもがく。クレアは多くの脅迫にさらされ、やがて狙撃される。ゾーイ殺人を認めたダグは精神療養施設で観察中である。セスはシェパード兄妹の部下となっている。 |   |              |                            |                                       |          |
| 67 | 2 | "Chapter 67" | Ami Canaan Mann            | Frank Pugliese & Melissa James Gibson | HOC-602  |
| シェパード兄妹の所有するオハイオ州の製油所の事故で汚染が広がり、クレアは州知事に強いて非常事態宣言を出させて住民を避難させ、現地を視察する。ダグは殺人の自白を撤回し、施設を出て連邦検事にクレアを罪に問う司法取引を申し出る。シェパード兄妹は自分たちに有利な法案に署名するようクレアに圧力をかけ、種々の嫌がらせをする。クレアは密かにダグに会う。アネットの息子ダンカンは、汚染事故を利用して人々のデータを密かに収集するアプリを広める。 |   |              |                            |                                       |          |
| 68 | 3 | "Chapter 68" | Stacie Passon              | Charlotte Stoudt & Sharon Hoffman     | HOC-603  |
| 次期連邦最高裁判事の指名にもシェパード兄妹の手が伸びる。アネットと親密なアッシャーはクレアと兄弟の間に立って調整役に苦心する。クレアはシリア情勢についてジェーン・デイビスの助言を求め、ホワイトハウスへの復帰を求める。セスはクレアが三度中絶をしたことをシェパード兄妹に教える。クレアはジェーンから聞いたアネットの息子ダンカンの情報を用いて対抗する。アッシャーはトム・イェーツの死体をクレアに見せて脅す。前国務長官のキャサリン・デュラントがジェーンに脅され、男たちに連れ出され、不可解な状況で病死する。ダグはクレア、下院議員、グリーン捜査官、ハマーシュミットらと面会し、リアン・ハーヴェイがフランクの指示で殺されたことを知って進むべき道を探る。 |   |              |                            |                                       |          |
| 69 | 4 | "Chapter 69" | アーネスト・ディッカーソン | Jerome Hairston & Tian Jun Gu         | HOC-604  |
| アッシャーに脅されたクレアは無能で従順な大統領を演じる。ロシア大統領のペトロフがアメリカを訪れてデュラントの葬儀に出席し、緊迫するシリア情勢をめぐって交渉する。クレアとペトロフはシェパード兄妹に打撃を与える合意をまとめる。セスはクレアの動向を監視する。ダグはデュラントの他殺を疑う。失踪したイェーツに関する噂が広まる。デュラントは生きていることがわかる。 |   |              |                            |                                       |          |
| 70 | 5 | "Chapter 70" | Thomas Schlamme            | Jason Horwitch & Charlotte Stoudt     | HOC-605  |
| クレアはダグに恩赦を与えたほかは、公的活動を停止し悲嘆にくれた様子を示す。シェパード兄妹の命令でアッシャーは閣僚たちと謀り、職務遂行不能な大統領の解任を謀る。ジェーンは何者かに捕らえられてサウジアラビアに幽閉される。クレアは閣僚の全員を解任し、イェーツと親しかった報道官のケルシーを味方につけてアッシャーがロシアに通じた疑惑をリークする。アネットはクレアの違法な中絶の情報を握るが、クレアはダンカンの出自の秘密を知る。クレアは閣僚の全員を女性に置き換える。ダグはフランクの遺言を調べる。元記者のスコースキーはダンカンのアプリについて知る。ハマーシュミットはレイチェルの行方を調べる。                                                           |   |              |                            |                                       |          |
| 71 | 6 | "Chapter 71" | Louise Friedberg           | Jason Horwitch & Jerome Hairston      | HOC-606  |
| クレアは旧姓のヘイルを名乗る。アメリカに戻されたジェーンはロシア疑惑の渦中のアッシャーに辞任を説得する。ビル・シェパードの健康が悪化する中、シェパード兄妹はダグを味方につけようとし、スコースキーのダンカンに関する調査を妨害しようとする。ダンカンはハウスキーパーと行きずりの男の間の子であることがわかる。ダグはハマーシュミットから、汚染事故でビルを罪に問う資料を入手してクレアに渡す。ジェーン、デュラント、ハマーシュミットはクレアの指示で暗殺される。ダグはフランクが遺言で財産を自分に残したことを知っているが、クレアは結婚契約書により全財産はフランクの子孫のものだと言い、フランクの子を妊娠していることを明らかにする。                         |   |              |                            |                                       |          |
| 72 | 7 | "Chapter 72" | Alik Sakharov              | Melissa James Gibson & Frank Pugliese | HOC-607  |
| 数か月後、妊娠したクレアは女性を中心に高い支持を得る。シェパード兄妹はコール下院議長を使ってクレアの権限を制限する法案成立をはかるが、クレアは最高裁判事を脅迫して阻止する。アネットはクレアの流産を謀って失敗し、クレアはアプリの件でダンカンを逮捕させて報いる。アネット、セス、マークらはクレアの暗殺を計画する。アンダーウッド夫妻のために数々の裏の仕事をして来たネイサン・グリーン捜査官はシェパード兄妹側に寝返り、失踪していたダグを見つけてアネットに会わせる。ダグはクレアとの対決を決意する。 |   |              |                            |                                       |          |
| 73 | 8 | "Chapter 73" | ロビン・ライト             | Frank Pugliese & Melissa James Gibson | HOC-608  |
| クレアはフランクの大統領選での不正行為を発表する。フランクを敬愛するダグは怒り、フランクの遺書の一部を発表する。グリーン捜査官は辞職する。クレアは国民の関心をそらすためにシリアでの核戦争危機を作り出す。アネットが主導し、軍も加わったクレアの暗殺が試みられて失敗する。ダグも暗殺計画の一部となるが、フランクの子を傷つけられず、計画に加わった人々の名簿をクレアに渡す。ダグはフランクの名声を守るために投薬をいじって彼を殺したことを認め、クレアに殺される。 |   |              |                            |                                       |          |